# ヘーヒスト・イム・オーデンヴァルト
ヘーヒスト・イム・オーデンヴァルト (ドイツ語: Höchst im Odenwald、公式の表記は Höchst i. Odw.) はドイツ連邦共和国ヘッセン州オーデンヴァルト郡に属す町村（以下、本項では便宜上「町」と記述する）。

## 地理

### 位置
ヘーヒストはオーデンヴァルト北部、標高175mから400mのミュムリングの谷に位置している。

### 隣接する市町村
ヘーヒストは、北はグロース＝ウムシュタット（ダルムシュタット＝ディーブルク郡）とブロイベルク、東はリュッツェルバッハ、南はバート・ケーニヒ、南西はブレンスバッハ（以上、オーデンヴァルト郡）、西はオッツベルク（ダルムシュタット＝ディーブルク郡）

### 自治体の構成
この町は、首邑のヘーヒスト地区の他、アンネルスバッハ、ドゥーゼンバッハ、フォルシュテル、ハッセンロート・イム・オーデンヴァルト、ヘッチュバッハ、フンメトロート、ミュムリング＝グルムバッハ、プフィルシュバッハの各地区からなる。

## 歴史
ヘヒスター盆地は、他のミュムリング谷と同様に、遅くとも新石器時代以来の入植地である。数多くの石器時代の痕跡やケルト時代あるいはローマ時代の出土品が発掘されている。フンメトロート地区には2世紀のヴィラ・ルスティカの遺跡も発掘され、屋外博物館として近づくことができる（レーミシェ・ヴィラ・ハーゼルブルク）。

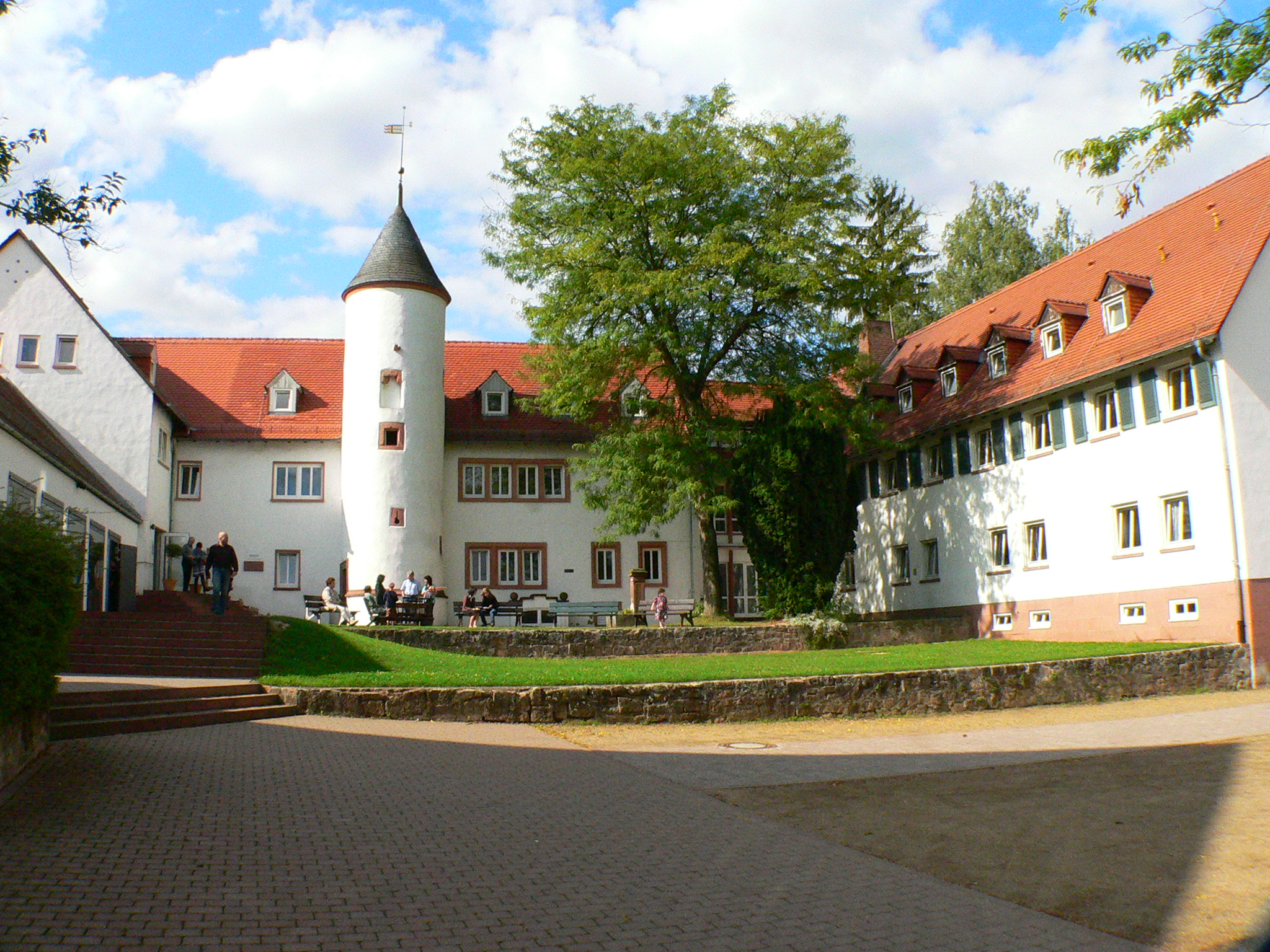
ヘーヒスト修道院

ヘーヒストの最初の文献記録は1156年に登場する。中世には、ブロイベルク家、ヴェルトハイム伯、エップシュタイン家、エアバッハ伯などがこの地を治めた。1200年頃にはアウグスチノ会のヘーヒスト修道院が建設されたが、宗教改革の後に廃止された。三十年戦争の末期にこの集落はほとんど途絶え、再び歴史に現れるのはかなり後になってからである。
ヘッセン州の市町村再編によって、1969年にそれまで独立した町村であったアンネルスバッハが合併した。1971年にフォルシュテル、フンメトロート、プフィルシュバッハ、ハッセンロート、ミュムリング＝グルムバッハ、ヘッチュバッハ、ドゥーゼンバッハがこれに続いた。1857年以降、ヘーヒストの南東部にあるオブルンバッハ渓谷は、オブルンシュルフトとして知られるようになり、変化に富んだ観光地として開発されている。

## 行政

### 議会
ヘーヒスト・イム・オーデンヴァルトの町議会は31議席からなる。

### 首長
2006年2月5日の選挙でライナー・グート (Kommunalpolitischer Arbeitskreis Höchst i. Odw.) は64.3%の票を獲得して町長に選出された。2011年8月31日にグートは健康上の理由で退職し、同年10月11日に死亡した。その後継者として、2011年11月20日の決選投票で、無所属のホルスト・ビッチュが当選し、2012年1月2日に町長に就任した。

### 姉妹都市
- モンメリアン（フランス、サヴォワ県）1966年
- Bělotín（チェコ、オロモウツ州）2006年

## 経済と社会資本

### 交通
ヘーヒストは、ヘッチュバッハやミュムリング＝グルムバッハも同様だが、オーデンヴァルト鉄道によって北はハーナウや乗り継いでフランクフルト・アム・マイン、北西はダルムシュタット、南はエアバッハやネッカー渓谷のエーバーバッハと結ばれている。
ヘーヒストを通って南北に走る連邦道B45号線の車両通行量増大に伴い、現在西バイパスが建設されており、これが完成すると町の中央部を取り巻く環状道路となる。鍬入れ式は2005年7月27日に執り行われ、2008年末に全長2.8kmが完成の予定である。

### 教育
1964年に総合学校のエルンスト・ゲーベル・シューレが開校した。ヘーヒスト修道院にはプロテスタント教会が運営する青少年教育施設がある。

## 年中行事
- アプフェルブリューテンフェスト（リンゴの花祭）が毎年5月に開催される。祭ではリンゴの花の女王コンテストが行われる。
- 伝統的な市場、オーデンヴァルトのジャガイモ市が毎年開催される。
- 毎年11月には公民館で演劇集団TEGSの新作初演公演が開催される。

## 引用
1. ↑  Hessisches Statistisches Landesamt: Bevölkerung in Hessen am 31.12.2023 (Landkreise, kreisfreie Städte und Gemeinden, Einwohnerzahlen auf Grundlage des Zensus 2011)]
2. ↑  Echo Online: Höchst trauert um Reiner Guth. Früherer Bürgermeister erliegt kurz nach Ausscheiden aus Amt seinem Krebsleiden.
3. ↑  Echo Online: Der neue Bürgermeister heißt Horst Bitsch